# Давида Станіслав Олексійович
Станіслав Олексійович Дави́да (24 вересня 1932, с. Юрівці Сяноцького повіту — 1 липня 1997, м. Київ) — український лікар (хірург), учений у галузі медицини, громадський діяч. Кандидат медичних наук.

## Життєпис
Станіслав Давида народився 24 вересня 1932 року в с. Юрівці Сяноцького повіту (нині Польща).
Закінчив у 1957 році військово-медичний факультет Харківського медичного інстиуту (нині Харківський національний медичний університет).
Працював лікарем Північного військового округу, молодшим науковим співробітником Львівського НДІ туберкульозу, від 1972 року — завідувачем курсу дитячої хірургії Тернопільського медичного інституту (нині університет). У 1968 році здобув ступінь кандидата медичних наук, 1972 року став доцентом.
Від вересня 1990 (за іншими даними від 1992 року) до 1994 року був головою Тернопільського обласного відділення Українського лікарського товариства. Сприяв організації стажування лікарів з Тернополя у провідних клініках м. Бостона (США).
Помер 1 липня 1997 року в м. Києві. Похований у Тернополі.

## Доробок
Написав (також у співавторстві) більше 70 наукових праць, мав авторське свідоцтво на винаходи.

## Вшанування

Пам'ятна таблиця Станіславові Давиді на фасаді головного корпусу Тернопільської обласної дитячої лікарні

У вересні 2010 року на фасаді головного корпусу Тернопільської обласної дитячої лікарні встановлено пам'ятну таблицю Станіславові Давиді з портретом і написом:
Доцент курсу дитячої

хірургії, голова

Українського лікарського

товариства

на Тернопіллі